# Tankred
Tankred, född 1075, död 1112, var en normandisk korsfarare från Syditalien. Han följde sin kusin, furste Bohemund av Tarento, i första korståget (1096–1099) och blev känd som en av dess hjältar. Redan i samtiden framställs han som mönstret för en riddare, och i den italienske diktaren Torquato Tassos Gerusalemme liberata (1580) framstår han i ännu mer idealiserad gestalt.
Efter segern vid Dorylæum 1097 gjorde han sig till herre över Tarsus, som han dock måste avstå åt den med överlägsna krafter anryckande Balduin. Vid Antiokia 1098, Jerusalem 1099 och Askalon samma år utförde han ryktbara bedrifter. Som belöning föll furstendömet Galileen på hans lott. Då Bohemund 1100 föll i saracensk fångenskap, övertog Tankred styrelsen i dennes furstendöme Antiokia som han även behöll, sedan Bohemund efter sin frigivning 1104 återvänt till Europa. Med framgång försvarade han Antiokia mot saracenerna, mot den Östromerska kejsaren (som ville göra sin överhöghet gällande) och mot många meningsmotståndare bland korstågsfurstarna. En kortare tid innehade han även grevskapet Edessa.